# Аксила

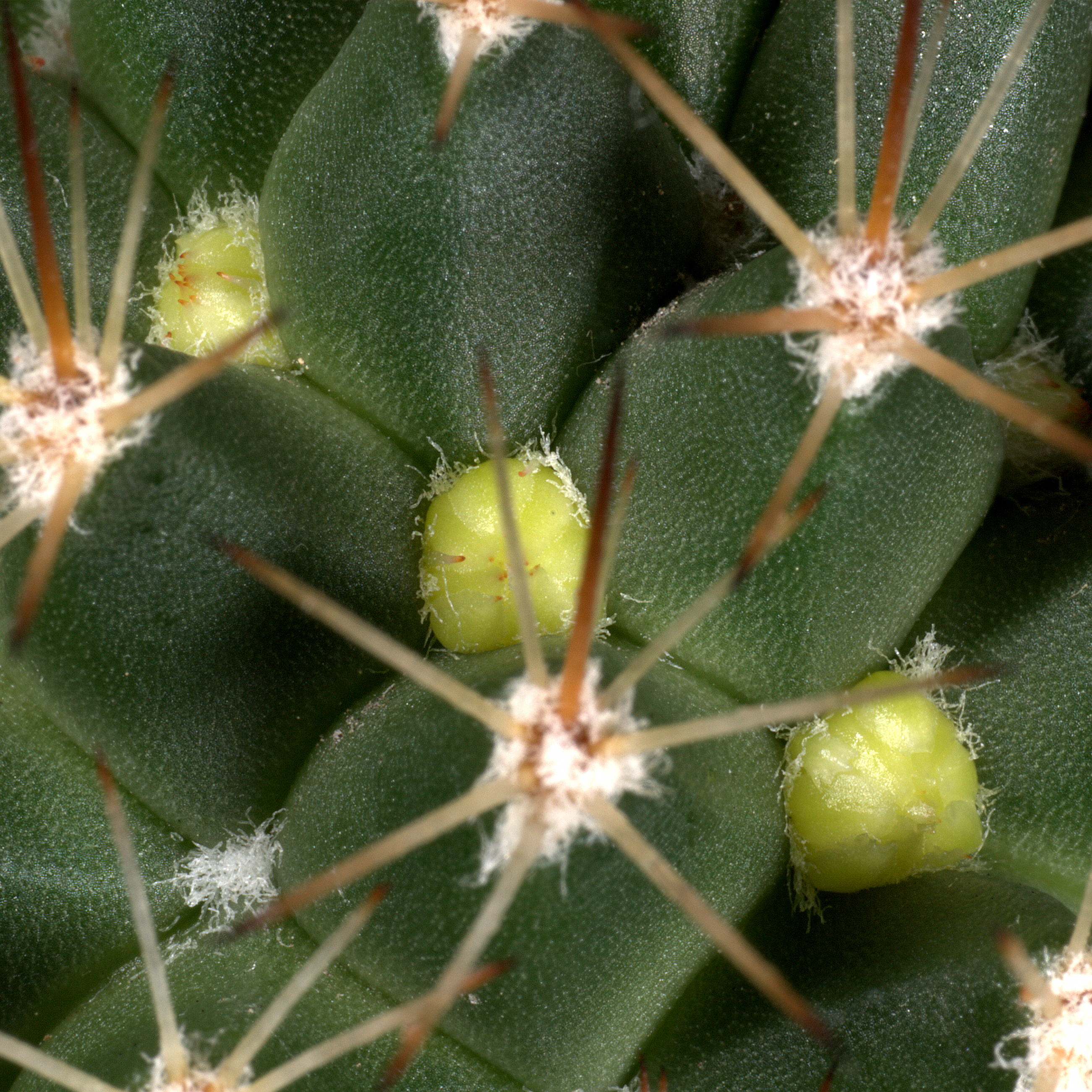
На вершинах сосочків (маміл) видно ареоли з яких виходять колючки, між мамілами можна бачити аксили з волосками, в деяких з них видно бутони, що розвиваються

Аксила (від лат. axilla — пахва) — пазуха, куточок між верхньою стороною стебла і листя, гілки, приквітки, горбка (туберкули) або паростка.
У квітучих рослин, бруньки розвиваються в пазухах листків.
У кактусів аксила — пазуха (поглиблення) між сосочками (пазуха маміли) деяких родів.
В аксилі зазвичай виростає пучок маленьких волосків. З неї розвиваються квіти і пагони. В аксилі знаходиться верхня частина ареоли, яка утворює новий приріст і квітку. Так само в аксилі або субаксилярному просторі може розташовуватися вегетативна точка росту.